# Ilemodes heterogyna
Ilemodes heterogyna là một loài bướm đêm thuộc phân họ Arctiinae, họ Erebidae.